# HD15790
HD15790 є хімічно пекулярною зорею спектрального класу
F0 й має видиму зоряну величину в смузі V приблизно 9,0.